# Copelatus sharpi
Copelatus sharpi är en skalbaggsart som beskrevs av Branden 1885. Copelatus sharpi ingår i släktet Copelatus och familjen dykare. Inga underarter finns listade i Catalogue of Life.